# Liste der Kulturdenkmale in Sprötau
In der Liste der Kulturdenkmale in Sprötau sind alle Kulturdenkmale der thüringischen Gemeinde Sprötau (Landkreis Sömmerda) und ihrer Ortsteile aufgelistet (Stand: 2006).

## Sprötau
Einzeldenkmale
| Bild                           | Bezeichnung             | Lage    | Datierung | Beschreibung | ID |
| ------------------------------ | ----------------------- | ------- | --------- | ------------ | -- |
| weitere Bilder Fotos hochladen | Kirche mit Ausstattung  | (Karte) |           |              |    |
| weitere Bilder Fotos hochladen | Ruine der Turmwindmühle | (Karte) |           |              |    |

## Quelle
- Landkreis Sömmerda. (Memento vom 1. Februar 2017 im Internet Archive; PDF; 160 kB) landkreis-soemmerda.de, Auszug aus dem Denkmalbuch des Landes Thüringen